# Рукописная G
Ɡ, ɡ (рукописная G) — буква расширенной латиницы, символ МФА. Представляет собой один из вариантов начертания буквы G (наряду с вариантом с замкнутой петлёй — g), но в МФА используется в качестве самостоятельного символа.

## Использование
Используется в МФА с 1895 года для обозначения звонкого велярного взрывного согласного. При этом до 1900 года она противопоставлялась g, обозначавшей звонкий велярный фрикатив, но в 1900 году g была заменена на ǥ. В 1948 году ɡ и g были признаны эквивалентными; при этом было предложено при необходимости использовать g для велярного взрывного, а ɡ — для его продвинутого варианта при необходимости их различения (например, в транскрипции русского языка). В «Принципах Международного фонетического алфавита» 1949 года подтверждается возможное различение этих звуков с помощью ɡ и g, но их эквивалентность в остальных случаях не упоминается. Эквивалентность ɡ и g была вновь подтверждена в 1993 году.
В Landsmålsalfabetet ɡ обозначает звонкий палатальный взрывной согласный, а g — звонкий велярный взрывной.